# ماركو باشيتش
ماركو باشيتش هو لاعب كرة قدم كرواتي في مركز الوسط، ولد في 25 مايو 1988 في زغرب في كرواتيا. لعب مع نادي غراسهوبر زيوريخ ونادي لوغانو.

## وصلات خارجية
- ماركو باشيتش على موقع قاعدة بيانات كرة القدم.إي يو (الإنجليزية)
- ماركو باشيتش على موقع Soccerway.com (الإنجليزية)
- ماركو باشيتش على موقع عالم كرة القدم.نت (الإنجليزية)